# Cattedrale di Aveiro
La cattedrale di San Domenico (o cattedrale di Aveiro o Sé Catedral de Aveiro) è la chiesa cattolica maggiore di Aveiro e cattedrale della diocesi di Aveiro.

## Storia
La chiesa, che faceva parte del Monastero di Nostra Signora della Misericordia di Aveiro dei domenicani, fondato nel 1423, fu eretta nella periferia del villaggio a tre navate, con cappella maggiore ma senza coro. Tra il XVI e il XVII fu ampliata, anche per renderla più stabile, con la trasformazione delle navate laterali in cappelle. Nel secolo successivo, fu trasformata in stile barocco, con l'apertura di grandi finestre per renderla più luminosa e con la ristrutturazione del coro alto.. Nel 1834, quando il primo ministro Joaquim António de Aguiar, nell'ambito della "riforma ecclesiastica generale", chiuse con decreto del 30 maggio i conventi e le case di tutti gli ordini religiosi, la chiesa divenne parrocchia. Solo dopo la bolla Omnium Ecclesiarum del 24 agosto 1938, con cui papa Pio XI ripristinò la diocesi di Aveiro, l'11 dicembre dello stesso anno la chiesa divenne la cattedrale di Aveiro. Nel 1974-76 ci fu un nuovo ampliamento in materiale fonoassorbente.

## Descrizione

### Esterno
La chiesa a croce latina con navata unica e cappelle laterali, si caratterizza per un campanile (1860), addossato alla facciata, e per una delicata cupola di stucchi, in stile Art Nouveau (1976), che chiude l'incrocio del transetto, modificato su progetto dell'architetto portoghese Abrunhosa de Brito nel XX secolo.
Nella facciata manierista (XVIII secolo) fa bella mostra di sé una porta barocca (1719), incastonata fra doppie colonne, con un timpano in cui sono rappresentate le figure della Fede, Speranza e Carità.

### Interno
Nell'unica navata, gli spazi tra le finestre sono decorate da azulejos (XVIII secolo) originari del ciclo di Coimbra di Sousa Carvalho. A destra paesaggio della città di Osma in Spagna dove è nato San Domenico e rappresentazione di un episodio della liturgia mariana. A sinistra altra rappresentazione di un episodio della liturgia mariana e paesaggio di Bologna col convento benedettino di Santa Maria del Monte, dove san Domenico morì.
Nella navata, inoltre, sono presenti due pulpiti in pietra (1699 e 1745). 
Nelle cappelle laterali, quasi tutte di epoca barocca (XVIII secolo), sono notevoli la sepolture di Catarina de Ataíde, morta nel 1551, un retablo in pietra (1559) che rappresenta la Visitazione e, nella prima cappella a sinistra, la Croce di San Domenico (fine del XV secolo). Interessante anche la cappella funeraria (1559) di João de Albuquerque. 
Nelle cappelle absidali, interessanti, invece, le pitture sulle volte di gusto rinascimentale e l'immagine manierista della Madonna del Rosario.
Nell'altare maggiore, in cui il retablo policromo rococò proviene da una chiesa demolita, spicca una vergine in alabastro proveniente da Nottingham.
Nel coro doppio, infine, gli stalli (XVIII secolo) hanno schienali in cui sono rappresentati santi appartenenti all'ordine domenicano.